# Svenska kommittén mot antisemitism
Svenska kommittén mot antisemitism (SKMA), bildad 1983, är en religiöst och politiskt obunden organisation som har till syfte att motverka och sprida kunskap om antisemitism och andra former av rasism Kommittén bildades "som ett resultat av den våg av antisemitism som kom till uttryck i samband med Libanonkriget 1982". Svenska kommittén mot antisemitism bevakar kontinuerligt samhällsdebatt och massmedier. Organisationen använder bland annat sociala medier för att sprida information och debattera antisemitism.
Sedan början av 1990-talet arbetar Svenska kommittén mot antisemitism även med att motverka antisemitism och rasism genom utbildningar och kurser samt genom att förse lärare, skolelever, medier, politiska organisationer och andra intresserade med information och material. Organisationen producerar och distribuerar skrifter och böcker om antisemitism, rasism, nazism och Förintelsen. Man anordnar också studieresor om Förintelsen till Polen, Ukraina och de baltiska länderna.
ELSA-priset är en årlig utmärkelse som instiftats av Svenska kommittén mot antisemitism och som delas ut till unga som via sociala medier eller på annat sätt motverkar antisemitism och andra typer av fördomar. Det instiftades 2012 och delas ut under den manifestation som årligen arrangeras till minne av novemberpogromerna i Nazityskland, på årsdagen av Kristallnatten den 9 november 1938.
Svenska kommittén mot antisemitism anmälde närradiostationen Radio Islam till justitiekanslern i slutet av 1980-talet för spridande av antijudiska propaganda. Detta ledde till att Radio Islams ansvarige utgivare fälldes för hets mot folkgrupp på flera punkter.  Ett decennium senare spelade SKMA en viktig roll vid genomförandet av regeringens informationsinsats Levande historia (1997-2003), och idag har de ett nära samarbete med bland andra myndigheten Forum för levande historia.